# 2 Dywizja Lotnictwa Myśliwsko-Bombowego
2 Brandenburska Dywizja Lotnictwa Myśliwsko-Bombowego (2 DLMB) – związek taktyczny lotnictwa szturmowego Wojska Polskiego.

## Formowanie i zmiany organizacyjne
W 1967 roku 16 Dywizja Lotnictwa Szturmowego została przemianowana na 2 Brandenburską Dywizję Lotnictwa Myśliwsko-Szturmowego.
W 1971 roku dywizję przeformowano na 2 Brandenburską Dywizję Lotnictwa Szturmowo-Rozpoznawczego.
Zarządzeniem szefa Sztabu Generalnego nr 035/Org. z 8 października 1982 roku dywizję przeformowano na 2 Brandenburską Dywizję Lotnictwa Myśliwsko-Bombowego.

## Struktura organizacyjna
W  skład 2 Dywizji Lotnictwa Myśliwsko-Szturmowego wchodziły:
- 5 pułk lotnictwa myśliwsko-szturmowego
- 6 pułk lotnictwa myśliwsko-szturmowego
- 51 pułk lotnictwa myśliwsko-szturmowego
- 53 pułk lotnictwa myśliwsko-szturmowego
- 56 kompania łączności
- 48 Ruchome Warsztaty Remontu Lotnictwa

W  skład 2 Dywizji Lotnictwa Szturmowo-Rozpoznawczego wchodziły:
- 6 pułk lotnictwa myśliwsko-szturmowego
- 45 pułk lotnictwa myśliwsko szturmowego
- 21 pułk lotnictwa rozpoznania taktycznego
- 87 batalion łączności

W  skład 2 Dywizji Lotnictwa Myśliwsko-Bombowego wchodziły:
- 6 pułk lotnictwa myśliwsko-bombowego
- 41 pułk lotnictwa myśliwsko-bombowego
- 45 pułk lotnictwa myśliwsko-bombowego
- 87 batalion łączności

W roku 1987 podporządkowano dywizji 7 pułk lotnictwa bombowo-rozpoznawczego

## Dowódcy dywizji
- gen. bryg. pil. Jerzy Łagoda (1964-1970)
- płk pil. Tytus Krawczyc (1970-1973)
- płk pil. Jerzy Radwański (1973-1975)
- gen. bryg. pil. Jerzy Zych (1975-1980)
- płk pil. Roman Harmoza (1980-1983)
- płk pil. Edward Hyra (1983-1990)
- gen. bryg. pil. Andrzej Dulęba (1990-1991)
- gen. bryg. pil. Janusz Konieczny (1992-1995)
- gen. bryg. pil. Zenon Smutniak (1995-1998)[5]